# Johann Eck

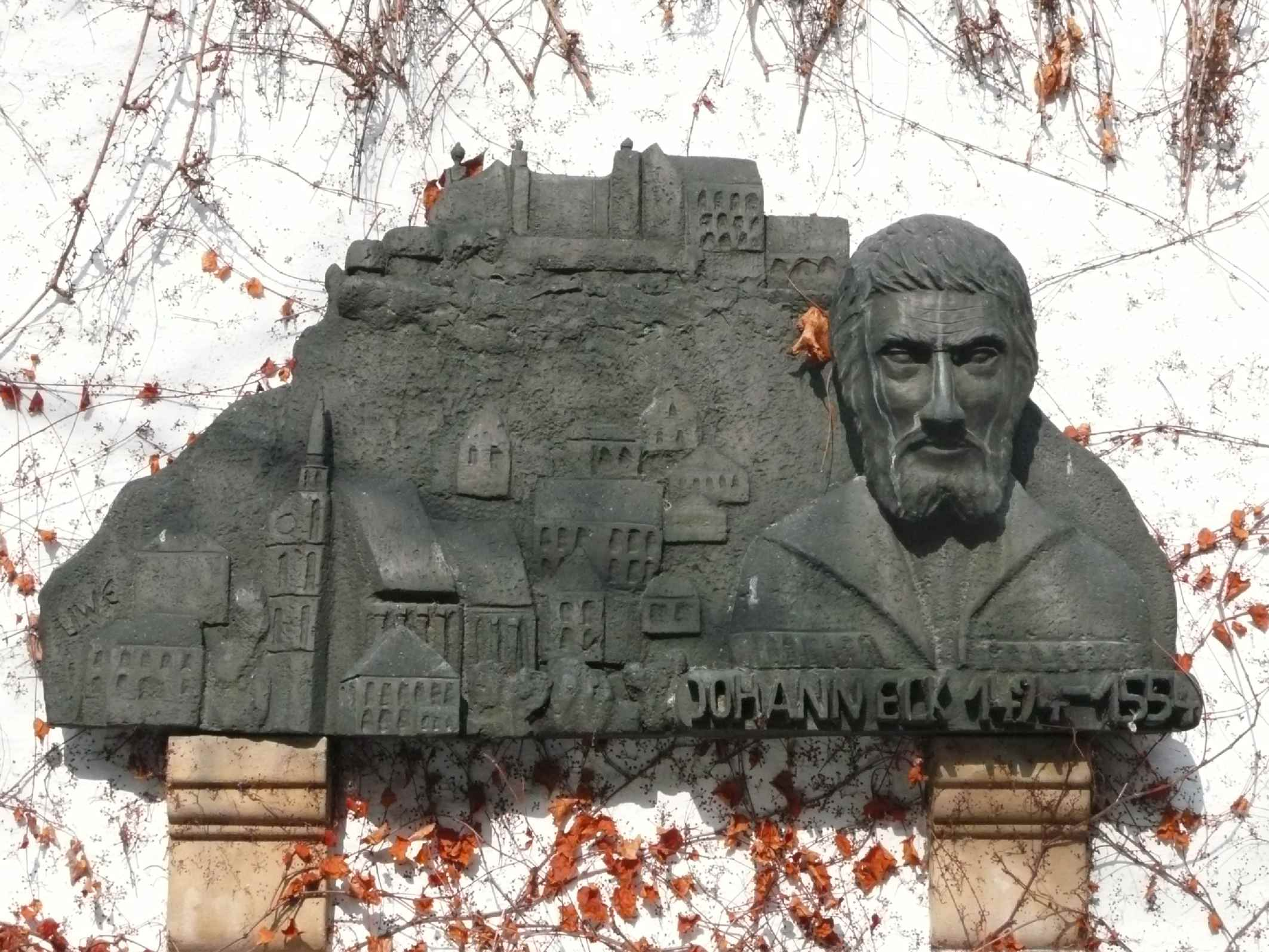
Denkmal für Johann Eck in Kulmbach

Johann Eck (* um 1494 in Kulmbach; † 4. Mai 1554 in Coburg) war ein deutscher evangelischer Theologe und fränkischer Reformator.

## Leben
Johann Eck war Sohn eines Bäckers. 1504 ging er zum Studium nach Leipzig und war nach 1517 als Schulmeister in Coburg und seit 1518 als Rektor der Lateinschule in Kulmbach tätig. Die Nachricht, dass Martin Luther auf der Reise nach Augsburg 1518 hier gepredigt und ihn dadurch für die evangelische Lehre gewonnen habe, ist nicht zu erhärten.
Sicher ist nur, dass Eck zu den ersten Verkündern der reformistischen Botschaft in Franken gehört und seit 1523 oder 1524 in Kulmbach offen dafür eintrat. Gegen seine Einsetzung als Pfarrer in Kulmbach erhoben der Bischof von Bamberg und der Abt von Kloster Langheim Einspruch, so dass er erst seit 1529 sein Recht auf die Einkünfte geltend machen konnte.
Als der Streit entschieden war, war die Reformation in Kulmbach in vollem Gange. In den nächsten Jahren wurde die Visitation durchgeführt, an der Eck tätigen Anteil nahm. Aus seinem späteren Leben wird nur sein Widerstand gegen das Augsburger Interim hervorgehoben. Als Kulmbach im Zweiten Markgrafenkrieg 1553 belagert und zerstört wurde, musste er fliehen. In Coburg nahm ihn Maximilian Mörlin auf. Dort starb er am 4. Mai 1554.